# Pablo Zabaleta
Pablo Javier Zabaleta Girod (Buenos Aires, 16 de janeiro de 1985) é um ex-futebolista argentino que atuava como lateral-direito. Atualmente é auxiliar técnico da Seleção Albanesa.

## Carreira como jogador

### San Lorenzo e Espanyol
Começou a carreira no San Lorenzo, em 2002, onde foi campeão da Copa Sul-americana 2002. Jogou no San Lorenzo até 2005, onde vinha obtendo grande destaque, quando foi contratado pelo Espanyol, da Espanha. Pela equipe teve uma marcante passagem, onde foi campeão da Copa do Rei, em 2006, se destacando assim cada vez mais no cenário espanhol.

### Manchester City
No início da temporada 2008–09, após ser cobiçado por grandes clubes europeus devido as suas grandes atuações pelo Espanyol e pela Seleção Argentina, foi contratado pelo Manchester City.

### West Ham
Após nove temporadas atuando pelos Citizens, não teve o seu contrato renovado. Com isso, no dia 26 de maio de 2017 foi anunciado pelo West Ham.

### Aposentadoria
No dia 16 de outubro de 2020, depois de 18 anos atuando profissionalmente, Zabaleta anunciou sua aposentadoria dos gramados.

## Seleção Nacional
Pela Seleção Argentina Sub-20, foi campeão do Mundial Sub-20 de 2005 sendo um dos melhores jogadores da competição. Posteriormente conquistou a medalha de ouro nas Olimpíadas de 2008. Já pela Seleção Argentina principal, realizou sua estreia em 2005.
Disputou a Copa do Mundo FIFA de 2014, realizada no Brasil, sendo vice-campeão ao perder para a Alemanha.

## Carreira como treinador

### Seleção Albanesa
No dia 2 de janeiro de 2023, assinou como auxiliar técnico da Seleção Albanesa, tendo como treinador o brasileiro Sylvinho. O contrato é válido por 18 meses, até o encerramento da Eurocopa de 2024. O objetivo da Seleção é se classificar para a fase final do torneio.

## Títulos
San Lorenzo
- Copa Sul-Americana: 2002

Espanyol
- Copa do Rei: 2005–06

Manchester City
- Copa da Inglaterra: 2010–11
- Premier League: 2011–12 e 2013–14
- Supercopa da Inglaterra: 2012
- Copa da Liga Inglesa: 2013–14 e 2015–16

Seleção Argentina
- Copa do Mundo FIFA Sub-20: 2005
- Jogos Olímpicos: 2008